# Vierburen (buurtschap)
Vierburen, vroeger ook Vierboeren genoemd, is een buurtschap in de gemeente Eemsdelta in de Nederlandse provincie Groningen, gelegen ten noordwesten van het dorp Westeremden, aan de Vierburenweg (vroeger Jukster Weg). Het bestaat uit een viertal boerderijen aan weerszijden van de weg, waaronder de Aylsumaheerd (vroeger De Hooge Boomen genoemd) en de Osseweide. Op de kaart van 1854 is het geschreven als Vierhuizen, maar verbeterd tot Vierburen. Op kaarten uit de 20e eeuw wordt de buurtschap per abuis zuidelijker geplaatst, aan de Huizingerweg. Ten zuiden van deze weg ligt de streek De Har(de).
Groningen: Steden en dorpen      Nederland: Provincies · Gemeenten